# لی شیائومی
لی شیائومی (انگلیسی: Li Xiaomei؛ زادهٔ ۲۰ اوت ۱۹۸۷)  کشتی‌گیر زن اهل چین است. وی در بازی‌های المپیک تابستانی ۲۰۰۸ شرکت کرده‌است.